# H1FX
H1FX‏ (H1 histone family member X) هوَ بروتين يُشَفر بواسطة جين H1FX في الإنسان.